# HD 190422
HD 190422，又名CP-55 9317，SAO 246444、HR 7674，是一颗恒星，视星等为6.26，位于銀經343.02，銀緯-32.69，其B1900.0坐标为赤經19h 59m 42.7s，赤緯-55° -32.69′ 11″。